# Постель, Кристиан Генрих
Кристиан Генрих Постель (нем. Christian Heinrich Postel; 11 октября 1658, Фрайбург — 22 марта 1705, Гамбург) — немецкий поэт и драматург.

## Биография
Вырос в Гамбурге в семье пастора, затем изучал право в Лейпциге под руководством Христиана Томазия. Завершил курс занятий в Ростокском университете, затем путешествовал по Нидерландам, Франции и Англии, после чего вернулся в Гамбург и открыл юридическую практику. Одновременно начал выступать как либреттист, сотрудничая с композиторами, писавшими для Гамбургской оперы — Георгом Филиппом Телеманом, Райнхардом Кайзером, Иоганном Зигизмундом Куссером и другими. Постель также перевёл либретто Кампистрона к опере Жана-Батиста Люлли «Ахилл и Поликсена». До конца жизни работал над гигантской эпической поэмой «Великий Виттекинд» (нем. Der große Wittekind), изданной в 1724 г. посмертно. Умер от туберкулёза.